# أرنولد بيرنستاين
أرنولد بيرنستاين (بالألمانية: Arnold Bernstein)‏ هو عسكري ألماني، ولد في 1888 في فروتسواف في بولندا، وتوفي في 1971 في بالم بيتش في الولايات المتحدة.